# Calle de San Ramón (Sagunto)
La calle de San Ramón es una vía pública de la ciudad española de Sagunto.

## Descripción
La vía, que debe el título a una imagen que en ella había de san Ramón, discurre desde la calle de Amalia Danés hasta la de Na Marcena. Aparece descrita en el Nomenclator de las calles, plazas y puertas antiguas y modernas de la ciudad de Sagunto (1901) de Antonio Chabret y Fraga con las siguientes palabras:

San Ramón (calle de). Tiene su entrada por la del Padre Torralba y Araig y desemboca en la de Na-Marcena. Esta denominación es de principios del siglo, y debida á un retablo que había en ella representando á San Ramón. Antiguamente esta calle no tenía denominación propia, pues se la consideraba como prolongación de la del Araig. Por el interior de las casas núm. 11 y siguientes, se desarrollaba el acueducto romano que abastecía de aguas á Sagunto, como pueden verse sus vestigios en la casa citada.
(Chabret y Fraga, 1901, p. 88)